# كونستانتين أندرو
كونستانتين اندرو، (مواليد يوم 24 مارس 1917 - توفي في 8 أكتوبر 2007) كان رسامًا ونحاتًا يونانيًا وُلد في البرازيل، وتمتع بمسيرة فنية ناجحة استمرت لستة عقود. وكان أحد الشخصيات البارزة في الفن العالمي في القرن العشرين.

## مسيرته
الحياة المبكرة (1917-1945)
وُلد أندريو في ساو باولو، البرازيل، عام 1917 لوالدين يونانيين هاجرا إلى البرازيل قبل سنوات قليلة.
في عام 1925، عادت عائلته إلى اليونان حيث استقر في أثينا حتى نهاية الحرب العالمية الثانية. خلال هذه السنوات، جرب أندريو بعض الحرف اليدوية وعمل لفترة كنجار يصنع الأثاث أثناء دراسته للتصميم الفني. تخرج في عام 1935. وفي نفس العام، بدأ دراسته للنحت، وهو الشكل الفني الذي سيصبح معروفاً به لاحقًا.
في عام 1939، شارك أندريو في معرض بانيلينيو (Πανελλήνιο)، لكن الحكام استبعدوا ثلاث منحوتات له. في عام 1942، حاول مجددًا في نفس المسابقة وبنفس العمل الفني. كانت الأعمال واقعية لدرجة أنه اتُهم بالغش عن طريق نسخ الطبيعة. دافع عنه ثلاث شخصيات بارزة في اليونان في ذلك الوقت، وهم ميموس ماكريس، وجون ميليدس، ونيكوس نيكولاو. وكنتيجة لهذه الشهرة، نال أندريو أول تذوق له للشهرة وعرض رئيسي لأعماله الفنية.
في عام 1940، دخلت اليونان الحرب العالمية الثانية إلى جانب الحلفاء، وبحلول عام 1941، كانت البلاد تحت الاحتلال النازي والإيطالي. تم تجنيد أندريو في البداية في الجيش اليوناني عام 1940 وخلال الاحتلال كان عضوًا نشطًا في المقاومة اليونانية.
لم تمنع سنوات الحرب والاحتلال أندريو من مواصلة أعماله الفنية ودراسته، وفي عام 1945 حصل على منحة دراسية فرنسية للسفر إلى فرنسا مع العديد من المثقفين اليونانيين الآخرين على متن رحلة آر إم إس ماتاروا.
الحياة في فرنسا (1945-2002)
في عام 1947، بدأ أندريو في استخدام تقنية شخصية جديدة تعتمد على صفائح النحاس الملحومة. سمحت له هذه التقنية بابتكار أسلوب جديد للتعبير عن أعماله بطريقة بعيدة تمامًا عن التقاليد.
كانت صداقته مع لو كوربوزييه لها تأثير كبير على أسلوب أندريو في التعبير وتطوير “لغته” الشخصية. التقيا لأول مرة في عام 1947 وعملوا معًا على فترات متقطعة حتى عام 1953. في إحدى المرات، سأل لو كوربوزييه أندريو: “أين تعلمت العمل؟” فرد عليه أندريو قائلاً: “أنا يوناني، أحمل المعرفة بداخلي.” غرست هذه الصداقة في أندريو رؤية لو كوربوزييه للهندسة المعمارية كنحت ضخم وللنحت كفن يخضع لقوانين العمارة.
في نفس الفترة، أصبح أندريو عضوًا في مجموعة مختارة من الفلاسفة، بما في ذلك جان بول سارتر، الذين ناقشوا مواضيع متنوعة في سان جيرمان دي بري.
أقام أندريو أول معرض له في باريس عام 1951، حيث أظهر التحول في أسلوبه. في معرض جماعي بعنوان “سبعة نحاتين يونانيين”، وُصف أندريو بأنه “النحات اليوناني الأكثر شهرة في العاصمة بأعمال غنية ومتنوعة وناجحة.” بحلول نهاية العقد، أصبح أندريو معروفًا على نطاق واسع في المشهد الفني الفرنسي ويُعتبر مساويًا لموندريان، بيكاسو، وجاستود. في عام 1982، تم تعيينه رئيسًا لصالون الخريف بباريس للنحت.
في عام 1999، تم تسمية مكتبة مدينة “لا فيل دو بوا” حيث عاش أندريو في فرنسا تكريمًا له.
خلال فترة وجوده في فرنسا، كان يزور أصدقائه وعائلته في اليونان بانتظام وعرض أعماله في العديد من المدن والجزر هناك. في عام 1977، اشترى أندريو مصنع نبيذ قديم على جزيرة إيجينا. حوّله إلى منزل بعد أن تأثر بشراء منزل على الجزيرة من قبل صديقه القديم وزميله نيكوس نيكولاو. هناك في إيجينا في صيف 1985، وبالتعاون مع الشاعر الذي يحمل نفس الاسم، إيفانجيلوس أندريو، ابتكر قسطنطين أندريو سلسلة من عشرين لوحة بعنوان “أشكال متعددة” مستوحاة من عمل الشاعر “ترميم ساق حجرية”.
كما شارك أندريو في بيناليات أنتويرب وهولندا وباريس والبندقية ويوغوسلافيا.
السنوات الأخيرة والوفاة (2002-2007)
عاد قسطنطين أندريو إلى أثينا، اليونان، في عام 2002. توفي في 8 أكتوبر 2007 في منزله في أثينا، اليونان.

## الإرث
في عام 2004، أنشأ أندريو “مؤسسة كوستاس أندريو” بهدف معلن لتعزيز أعماله في الفنون وأهمية النحت والرسم على مستوى العالم. تهدف المؤسسة أيضًا إلى تكريم الفنانين الشباب والواعدين كل 3 سنوات بجائزة، بناءً على قرار لجنة تحكيم دولية. تم منح الجائزة لأول مرة في مارس 2008.

## الجوائز
- الجائزة الكبرى لـ أنطوان بيفسنر، 1998

- وسام فارس من جوقة الشرف، 2000

- ضابط في وسام الفنون والآداب، 2005[6]

## وصلات خارجية
- كوستاس أندرو (30/4/2004 - 31/10/2004)
- كوستاس أندرو – جوردي تيكسيدور – ميريç هيزال (12/9/2004 - 31/10/2004)
- أصدقاء أندرو
- الموقع الرسمي لمدينة دو بوا